# Resolució 1101 del Consell de Seguretat de les Nacions Unides
La Resolució 1101 del Consell de Seguretat de les Nacions Unides fou adoptada el 28 de març de 1997. Després de reiterar la seva preocupació per la situació a Albània, el Consell va establir una força de protecció multinacional al país per crear condicions per facilitar ajuda humanitària.
El Consell de Seguretat va assenyalar que la rebel·lió a Albània de 1997, provocada per la fallida de l'esquema Ponzi a gran escala Ponzi, s'havia deteriorat i l'Organització per a la Seguretat i la Cooperació a Europa (OSCE) i la Unió Europea intentaven trobar una solució pacífica a la situació. Estava convençut que la situació a Albània suposava una amenaça per a la pau i la seguretat de la regió, reflectint les preocupacions dels diplomàtics pels disturbis que s'abocaven en altres àrees ètnicament albaneses dels Balcans.
La resolució, redactada per Itàlia, va condemnar l'esclat de la violència i va demanar el cessament immediat de les hostilitats. Alguns països havien ofert establir una força de protecció multinacional temporal i limitada per facilitar el lliurament de l'assistència humanitària i crear un entorn segur per a les organitzacions humanitàries internacionals. Itàlia, que estava especialment preocupada per la sortida d'albanesos a Itàlia, tal com s'havia produït el 1991, va proposar liderar la força. El Consell va autoritzar aleshores els estats en aquesta operació (Operació Alba) per dur a terme l'operació d'una manera neutral i imparcial i, en virtut del Capítol VII de la Carta de les Nacions Unides, va dirigir els estats per assegurar la llibertat de moviment i la seguretat de la força multinacional.
Es va decidir que l'operació duraria un període de tres mesos, i que les seves despeses haurien de pagar-les els països que hi participessin. Es va demanar als Estats contribuents que informessin al Consell cada dues setmanes sobre consultes entre ell i el Govern d'Albània i que cooperessin amb les autoritats del país.
La resolució 1101 va ser aprovada per 14 vots contra cap en contra, amb l'abstenció de la Xina, que va declarar que la situació era un assumpte intern d'Albània, però, atesa la sol·licitud d'assistència d'Albània, no va vetar la resolució.